# Tanzania mkomaziensis
Tanzania mkomaziensis – gatunek pająka z rodziny skakunowatych.
Gatunek ten opisany został w 2000 roku przez Wandę Wesołowską i Anthony’ego Russella-Smitha jako Lilliput mkomaziensis. Opisu dokonano na podstawie okazów z Mkomazi Game Reserve.
Drobny pająk o stosunkowo wysokim  karapaksie długości 0,9-1 mm u samców i 0,7-1,1 mm u samic. U samca karapaks pomarańczowożółtawy z okolicą oczną ciemnobrązową do czarnej, zaś u samic cały karapaks brązowy. Powierzchnię karapaksu porastają długie, brązowe i szare włoski. Narządy gębowe samca żółte, samicy jasnobrązowe. Sternum u samca żółte z czarniawym obrzeżeniem, zaś u samic ubarwione jak narządy gębowe. U samca opistosoma szara z długimi, brązowymi i białawymi włoskami oraz niewyraźnym płowym wzorem. Samica ma żółtawoszarą opistosomę o wyraźnie ciemniejszym spodzie niż wierzchu. Samiec ma nogogłaszczki o owalnym bulbusie i rynienkowatym embolusie osadzonym na szczycie błoniastej hematodochy.
Pająk afrotropikalny, znany z Etiopii, Nigerii, Tanzanii i Południowej Afryki.